# Estação Ecológica do Pau-brasil
A Estação Ecológica do Pau-brasil é uma unidade de conservação que está situada no município de Mamanguape, estado brasileiro da Paraíba. Além de conservar um fragmento específico de Mata Atlântica, tal estação ecológica se encontra estrategicamente próxima a outras unidades de conservação, integrando um representativo e potencial mosaico de conservação florestal.

## História
A estação foi criada através do Decreto Estadual nº 22.881, de 25 de março de 2002, pela sua importância e abundância da espécie Ceasalpinia echinata, popularmente conhecida como pau-brasil, árvore símbolo do Brasil. Tal espécie foi declarada como árvore nacional pela Lei Federal 6.607, de 7 de dezembro de 1978.

## Geografia
O clima da unidade é do tipo tropical quente úmido, com chuvas de outono–inverno. A temperatura anual fica entre 24°C a 27°C e as médias pluviométricas alcançam de 1.800 a 2.000 milímetros. A área, que faz parte do sistema de drenagem da bacia do Mamanguape, está no domínio do bioma de Mata Atlântica, onde o pau-brasil e outras valiosas madeiras da flora tropical outrora eram muito comums.
Nos dias atuais, o pau-brasil quase que desapareceu em decorrência da devastação das matas costeiras, estando presente na lista oficial de espécies da flora brasileira ameaçadas de extinção.

## Administração
Atualmente a Sudema, responsável pela administração, busca captar recursos financeiros e humanos para efetivar sua implantação, já que a área sempre está sofrendo conflito de posse de terra, visto que pertence ao governo do estado. A estação é uma das áreas protegidas mais restritivas entre as existentes na Paraíba, onde é, contudo, permitida a visitação de estudantes ou pesquisadores autorizados.